# Affaire Gabriele Martinelli
L'Affaire Gabriele Martinelli est une affaire judiciaire mettant en cause les prêtres italiens Gabriele Martinelli et Enrico Radice. Gabriele Martinelli est accusé d'agressions sexuelles qui auraient eu lieu dans le petit séminaire Pie X au sein du Vatican  et Enrico Radice est accusé de complicité. En octobre 2021, le tribunal du Vatican acquitte les deux prêtres en estimant les preuves insuffisantes. En appel, Martinelli est condamné en 2024 à deux ans et demi de prison. 

## Historique
Gabriele Martinelli est né en août 1992. Le petit séminaire Pie X (ou pré-séminaire Pie X) est situé dans l'enceinte du Vatican, à proximité immédiate de la résidence Sainte-Marthe où vit officieusement le pape François. Le séminaire éduque les enfants de chœur qui servent dans la basilique Saint-Pierre et lors des cérémonies en présence du pape. Ces enfants étudient dans une école privée à Rome, ils peuvent par la suite décider de rejoindre un séminaire pour devenir prêtre,. Bien que situé dans le Vatican le petit séminaire Pie X est sous la responsabilité du diocèse de Côme.
En 2017, le journaliste italien  Gianluigi Nuzzi évoque l'affaire Gabriele Martinelli dans son livre Péché originel (it). Il indique qu'un séminariste majeur est autorisé à résider au sein du petit séminaire Pie X, par le responsable de celui-ci, afin de continuer ses études. Selon son témoin, Kamil Tadeusz Jarzembowksi, ce séminariste majeur vient abuser de son camarade de chambre, âgé de « 17 ou 18 ans» en 2011-2012, ce dernier « se sentait obligé de céder à ses exigences » sexuelles.
Le 17 septembre 2019, le Saint-Siège décide de juger les deux prêtres Gabriele Martinelli et Enrico Radice : « Le promoteur de justice du Vatican a demandé le renvoi en jugement du père Gabriele Martinelli, sous l'accusation d'abus sexuels qui auraient eu lieu au sein du petit séminaire Pie X avant 2012, et du père Enrico Radice pour complicité ». Ce dernier, recteur du petit séminaire Pie X, a couvert Gabriele Martinelli pour le soustraire à la justice. L'acte d'accusation de Gabriele Martinelli évoque des « recours à la violence et aux menaces » et des sodomies,.
Gabriele Martinelli et Enrico Radice comparaissent devant le tribunal du Vatican le 14 octobre 2020. Gabriele Martinelli est accusé de viol et Enrico Radice d’entrave à la justice, de faux et usage de faux.
Lors d'une première audience devant le tribunal du Vatican en février 2021, Oscar Cantoni, évêque de Côme, indique : « Entre septembre 2006 et juin 2012, Gabriele Martinelli [a] eu des pratiques sexuellement inappropriés ». Il considère, pour atténuer la responsabilité de Martinelli, que ce comportement est consécutif d'une « tendance homosexuelle transitoire liée à une adolescence » en cours. Après avoir consulté plusieurs responsables religieux, dont Angelo Comastri, Oscar Cantoni a ordonné prêtre Gabriele Martinelli en 2017. Mais à la suite de l'émission de télévision Le Iene évoquant ces abus, Oscar Cantoni a décidé de mesures disciplinaires à l'encontre de Gabriele Martinelli. Ce dernier est alors affecté dans une résidence pour personnes âgées à Côme. De plus il le condamne à donner 20 000 euros à la victime présumée et 5 000 euros pour des frais de justice. Par ailleurs deux témoins affirment avoir vu Gabriele Martinelli toucher les parties intimes de jeunes du petit séminaire Pie X lors de jeux dans les chambres. Ils évoquent une « ambiance malsaine » avec des « blagues à caractère sexuel » et de « fortes pressions psychologiques »,.
En mai 2021, le pape François décide de déplacer le petit séminaire Saint-Pie X hors du territoire du Vatican pour l'installer dans Rome. Aucune référence n'est faite à l'affaire Gabriele Martinelli. 
Le 15 juillet 2021, le procureur du tribunal pénal du Vatican requiert six ans de prison ferme à l'encontre du prêtre Gabriele Martinelli pour violences sexuelles et 4 ans pour Radice, pour « favoritisme » car, selon le procureur, il a avec « obstination » caché « des faits évidents à tous ».
Le 6 octobre 2021, le tribunal du Vatican acquitte les deux prêtres en estimant les preuves insuffisantes, tout en complétant que les potentiels crimes étaient prescrits. Dario Imparato, avocat de la victime alléguée, envisage de déposer un recours.
En 2024, la Cour d'appel du Vatican condamne Gabriele Martinelli à deux ans et demi de prison pour « corruption de mineur »,.

## À voir